# Aleno

propadieno, el aleno más simple, también conocido como aleno.

Un aleno es un hidrocarburo en el que un átomo de carbono se enlaza mediante un enlace doble con otros dos átomos de carbono. Aleno es además el nombre común para el compuesto original de estas series, propadieno. La extensión de dobles enlaces más allá del segundo da lugar a una especie relacionada, los cumulenos. Se conocen alrededor de 150 productos naturales que incluyen un grupo funcional aleno o cumuleno. En las últimas décadas los alenos han sido utilizados en química orgánica por su versatilidad a la hora de dar lugar a reacciones complicadas con buena selectividad y un número reducido de pasos.

## Síntesis
Su síntesis fue descrita por primera vez por Burton y von Pechmann en 1887. Actualmente se obtienen principalmente a partir de alquinos, pues idealmente en este caso sólo es necesario cambiar la posición de un enlace doble, y reorganizar dos enlaces sigma. En medio fuertemente básico es posible la transferencia de un protón que conlleva esta isomerización de alquino a aleno. Si el doble enlace está conjugado, como en el caso de un alquino sustituido en posición beta por un hidroxilo que sufre una oxidación, la isomerización está muy favorecida. También es posible, a altas temperaturas, llevar a cabo el paso de alquino a aleno por un reordenamiento sigmatrópico, es decir, donde una parte de la molécula -y no sólo un átomo de hidrógeno- pasa de estar enlazada a un lado del grupo funcional al lado opuesto. Se utiliza también la sustitución nucleofílica para transformar un alquino en un alqueno, bien mediante cantidades estequiométricas de un compuesto organometálico, bien usando un metal de transición como catalizador, y consumiendo una especie nucleofílica adicional.

## Estructura

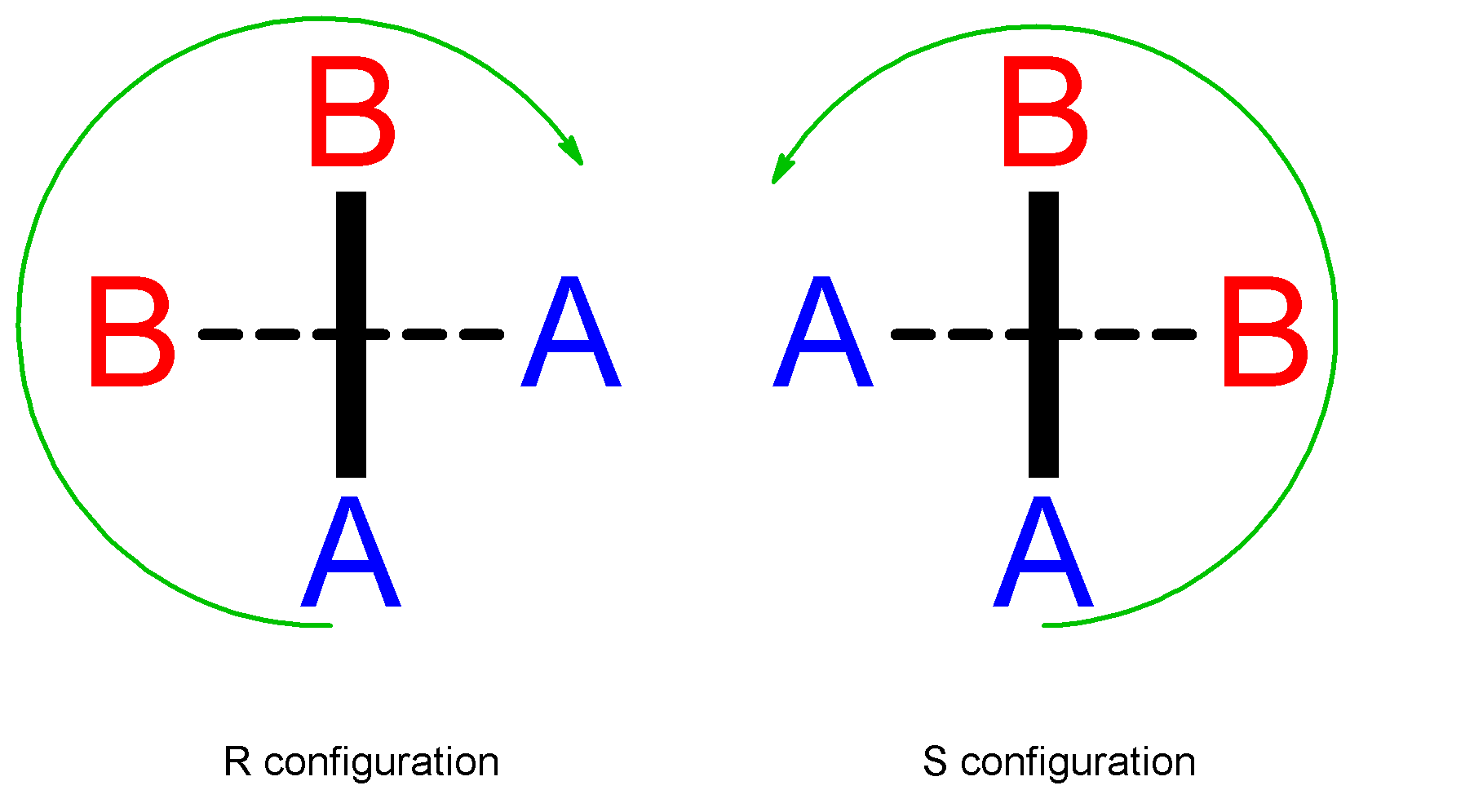
Dos estereoisómeros de un aleno trans-A_{2}B_{2}.

El carbono central del grupo aleno tiene hibridación sp, como los alquinos, sólo que forma sus dos enlaces pi con carbonos distintos, en vez de con un mismo carbono. Los dos carbonos terminales tienen hibridación sp2. Por la hibridación sp del átomo central, el ángulo de enlace C-C-C es de 90 grados, y por la perpendicularidad entre los orbitales p que forman los dos enlaces pi, el ángulo diedro entre los sustituyentes de uno y otro extremo es de 90 grados, y no tienen libertad de giro.
Esta rigidez, y la falta de un centro de simetría por el ángulo diedro distinto de cero, permite que los alenos que no tienen dos sustituyentes iguales en un extremo ni en el otro sean quirales, esto es, no superponibles con sus imágenes especulares.

## Cicloadición [2+2] intramolecular
Hasta hace pocas décadas los alenos fueron considerados poco útiles para la química orgánica por su alta reactividad. Más recientemente estos compuestos han sido empleados en síntesis química, en parte por su alta reactividad, pero especialmente por las posibilidades que ofrecen de dar lugar a reacciones selectivas. En concreto, se han descrito un gran número de reacciones de cicloadición [2+2] intramolecular en las que participan alenos. Estas dan lugar a anillos de ciclobutano o ciclobuteno con rendimientos que llegan a ser muy altos, y a su vez estos ciclos, por su alta tensión anular, pueden dar lugar a otras especies con rendimientos altos, y en un número relativamente reducido de pasos. Dependiendo de las condiciones de síntesis, a veces también se puede controlar la regioselectividad, esto es, que sea el doble enlace interno o externo el que de lugar al ciclo de cuatro carbonos, dando lugar, respectivamente, al aducto próximo o al aducto distante.